# Cieran Dunne
Cieran Dunne (sinh ngày 8 tháng 2 năm 2000) là một cầu thủ bóng đá người Ireland gốc Scotland hiện tại thi đấu ở vị trí tiền đạo cho Falkirk.

## Sự nghiệp câu lạc bộ
Dunne ký một bản hợp đồng chuyên nghiệp với Falkirk năm 2017, sau khi tốt nghiệp từ học viện bóng đá Forth Valley.

## Thống kê sự nghiệp
Tính đến trận đấu diễn ra ngày 4 tháng 11 năm 2017 
| Câu lạc bộ          | Mùa giải            | Giải vô địch          | Giải vô địch | Giải vô địch | Cúp bóng đá Scotland | Cúp bóng đá Scotland | Cúp Liên đoàn | Cúp Liên đoàn | Khác    | Khác      | Tổng cộng | Tổng cộng |
| Câu lạc bộ          | Mùa giải            | Hạng đấu              | Số trận      | Bàn thắng    | Số trận              | Bàn thắng            | Số trận       | Bàn thắng     | Số trận | Bàn thắng | Số trận   | Bàn thắng |
| ------------------- | ------------------- | --------------------- | ------------ | ------------ | -------------------- | -------------------- | ------------- | ------------- | ------- | --------- | --------- | --------- |
| Falkirk             | 2017–18             | Scottish Championship | 3            | 0            | 0                    | 0                    | 0             | 0             | 0       | 0         | 3         | 0         |
| Tổng cộng sự nghiệp | Tổng cộng sự nghiệp | Tổng cộng sự nghiệp   | 3            | 0            | 0                    | 0                    | 0             | 0             | 0       | 0         | 3         | 0         |

Ghi chú